# クラシック音楽

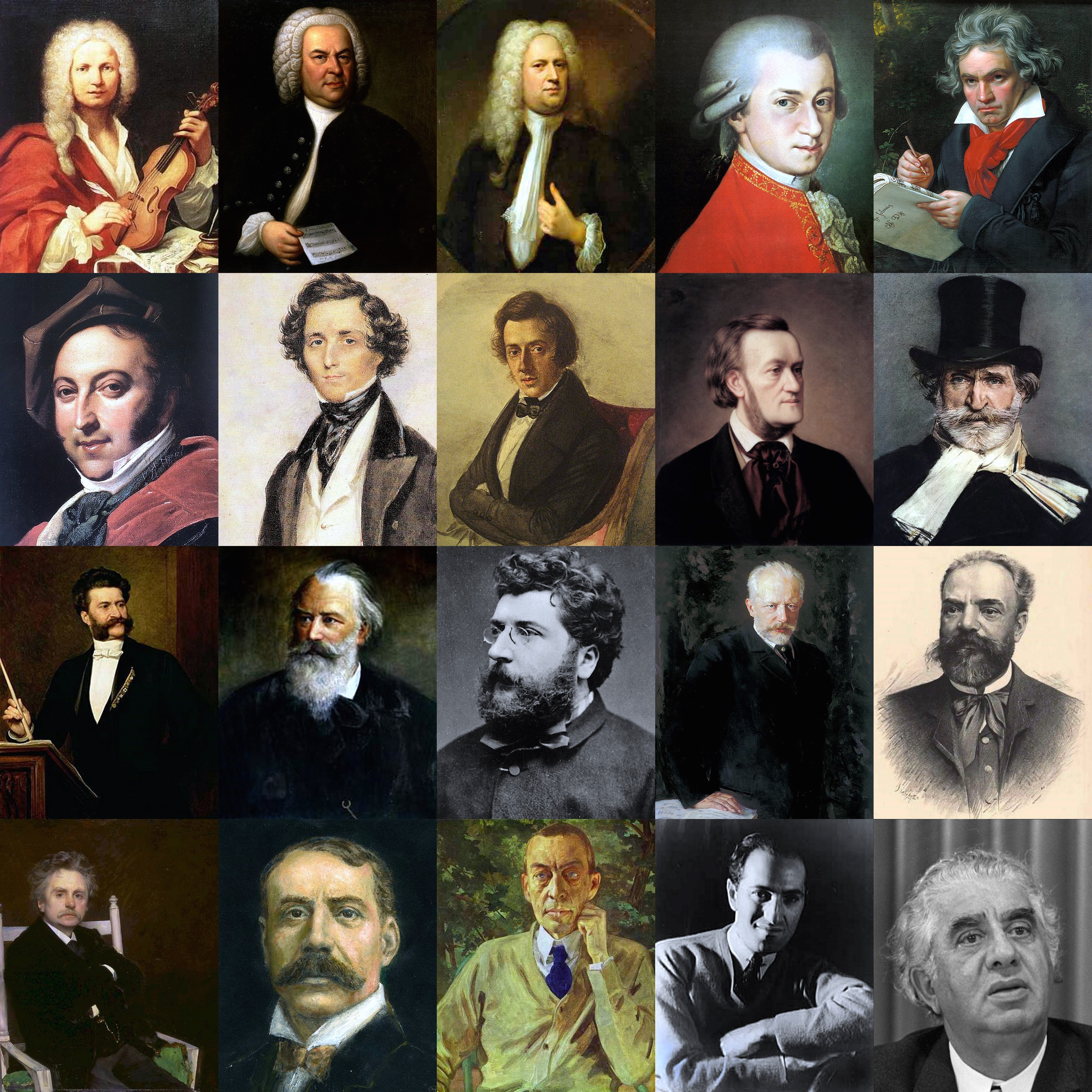
著名なクラシック音楽の作曲家達の一部の肖像を集めたもの(クラシック音楽の作曲家一覧)。 左から右へ:
最上段 – アントニオ・ヴィヴァルディ, ヨハン・ゼバスティアン・バッハ, ゲオルク・フリードリヒ・ヘンデル, ヴォルフガング・アマデウス・モーツァルト, ルートヴィヒ・ヴァン・ベートーヴェン;
2段目 – ジョアキーノ・ロッシーニ, フェリックス・メンデルスゾーン, フレデリック・ショパン, リヒャルト・ワーグナー, ジュゼッペ・ヴェルディ;
3段目 – ヨハン・シュトラウス2世, ヨハネス・ブラームス, ジョルジュ・ビゼー, ピョートル・チャイコフスキー, アントニン・ドヴォルザーク;
最下段 – エドヴァルド・グリーグ, エドワード・エルガー, セルゲイ・ラフマニノフ, ジョージ・ガーシュウィン, アラム・ハチャトゥリアン

クラシック音楽（、英: classical music、独: Klassische Musik 、仏: musique classique、伊: musica classica）は、一般に西洋の伝統的な作曲技法や演奏法による芸術音楽を指す。宗教音楽、世俗音楽のどちらにも用いられる。

## 概説
今日一般的に「クラシック音楽」と称されるものはバロック音楽、古典派音楽、ロマン派音楽に当たる1550年頃から1900年頃の音楽であるが、それ以前のものも、それ以後のものも、同じ流れに属する音楽は今日あわせてクラシック音楽と呼ばれることが多い。また、古典派時代の宴席用音楽、ロマン派時代のウインナワルツなど、純粋に観賞用としてつくられたわけではない実用音楽も、今日ではクラシック音楽と呼ばれている。主な時代区分を以下に示す。
- 古代の音楽
- 中世西洋音楽
- ルネサンス音楽
- バロック音楽
- 古典派音楽
- ロマン派音楽
- 国民楽派
- 印象主義音楽
- 新古典主義音楽
- 近代音楽
- 現代音楽

「クラシック音楽classical music」という用語は早くとも19世紀まで使われていなかった。その頃、ヨハン・ゼバスティアン・バッハからルートヴィヒ・ヴァン・ベートーヴェンまでの時代の音楽を復活させる試みがなされたことにより、クラシック音楽が他と区別されるようになった。初めてオックスフォード英語辞典でクラシック音楽が言及されたのは1836年のことである。

## 歴史
8世紀頃、キリスト教の聖歌であるグレゴリオ聖歌が誕生し、9世紀頃にはグレゴリオ聖歌がネウマ譜で記譜されるようになった。これが中世西洋音楽の始まりである。11世紀頃にはオルガヌムと呼ばれる多声音楽が生まれ、12世紀後半頃からはサン・マルシャル楽派やノートルダム楽派によってさらに発展した。15世紀にはブルゴーニュ公国でブルゴーニュ楽派、ついでフランドル楽派が成立し、ルネサンス音楽が確立された。16世紀には本格的な器楽音楽の発達、オペラの誕生が起こり、宮廷の音楽が栄えた（バロック音楽）。バロック音楽の代表的な作曲家としては、ヨハン・ゼバスティアン・バッハとゲオルク・フリードリヒ・ヘンデルが挙げられる。これ以前の音楽を初期音楽とよぶことが多い。
その後1720年頃になると民衆にも現在「クラシック音楽」と呼ばれているような芸術音楽が広まり、古典派音楽とよばれる「形式」や「和声」に重点をおいた音楽に発展した。1720年代から1780年代までは前古典派と呼ばれる作曲家群の活動が続き、1780年代から1820年ごろにかけてフランツ・ヨーゼフ・ハイドン、ヴォルフガング・アマデウス・モーツァルト、ルートヴィヒ・ヴァン・ベートーヴェンの3人によるウィーン古典派の活動によって古典派音楽は最盛期を迎えた。またこの頃から一般的に音楽が芸術として見られるようになる。
19世紀に入ると「表現」に重点を置いたロマン派音楽に移行し、まずフランツ・シューベルト、次いでロベルト・シューマン、フェリックス・メンデルスゾーン、フレデリック・ショパンといった作曲家が盛んに作曲を行った。19世紀半ばにはフランツ・リスト、リヒャルト・ワーグナー、ヨハネス・ブラームス、アントン・ブルックナーらが現れ、各国の民謡や民族音楽の要素を取り入れた国民楽派も生まれる。20世紀頃には「気分」や「雰囲気」で表現する印象主義音楽や、和声及び調の規制をなくした音楽などの近代音楽が生まれ、さらに第二次世界大戦後は現代音楽とよばれるジャンルが生まれた。

## 演奏形式による分類
- 器楽
  - ソナタ
  - ピアノソナタ
  - 組曲
  - 性格的小品

- 管弦楽
  - 管弦楽曲
  - 協奏曲
  - 交響曲
  - 序曲
  - 交響詩
  - 組曲
    - バレエ組曲
- 吹奏楽

- 室内楽
  - 弦楽四重奏曲
  - ピアノ三重奏曲
  - ピアノ五重奏曲
  - 木管五重奏曲
  - ヴァイオリンソナタ
  - チェロソナタ
  - トリオ・ソナタ
  - オーボエソナタ
  - クラリネットソナタ

- 声楽曲
  - オラトリオ
  - カンタータ
  - ミサ曲
  - 受難曲
  - 合唱曲
  - 歌曲
  - 連作歌曲

- 舞台音楽
  - オペラ
    - オペラ・ブッファ
    - オペラ・セリア
    - ジングシュピール
    - オペラ・コミック
    - オペレッタ
    - グランド・オペラ

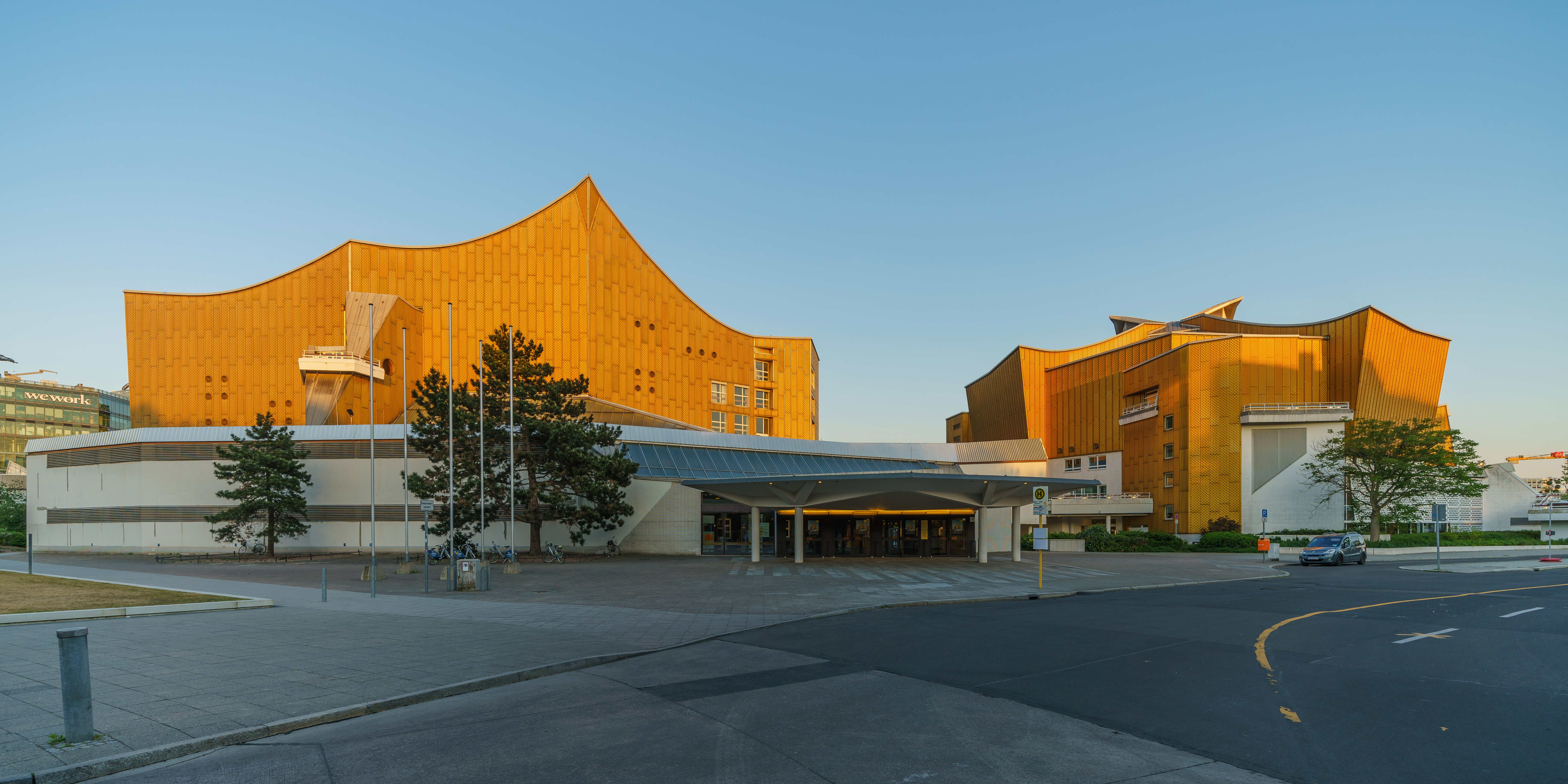
ベルリン・フィルハーモニー

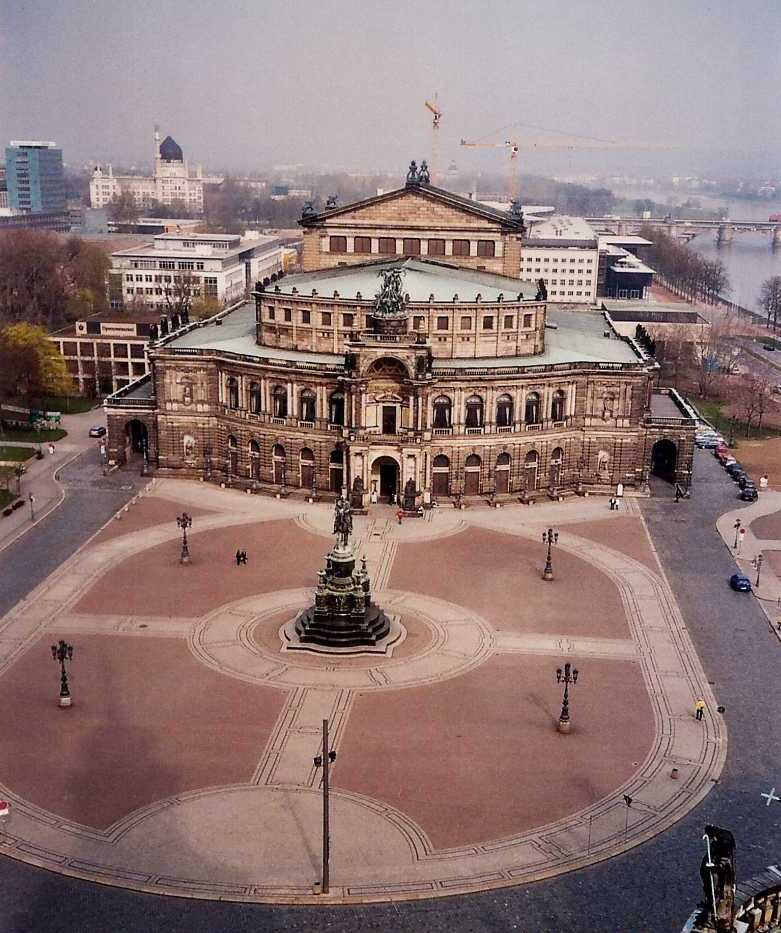
ゼンパー・オーパー

スカラ座内部

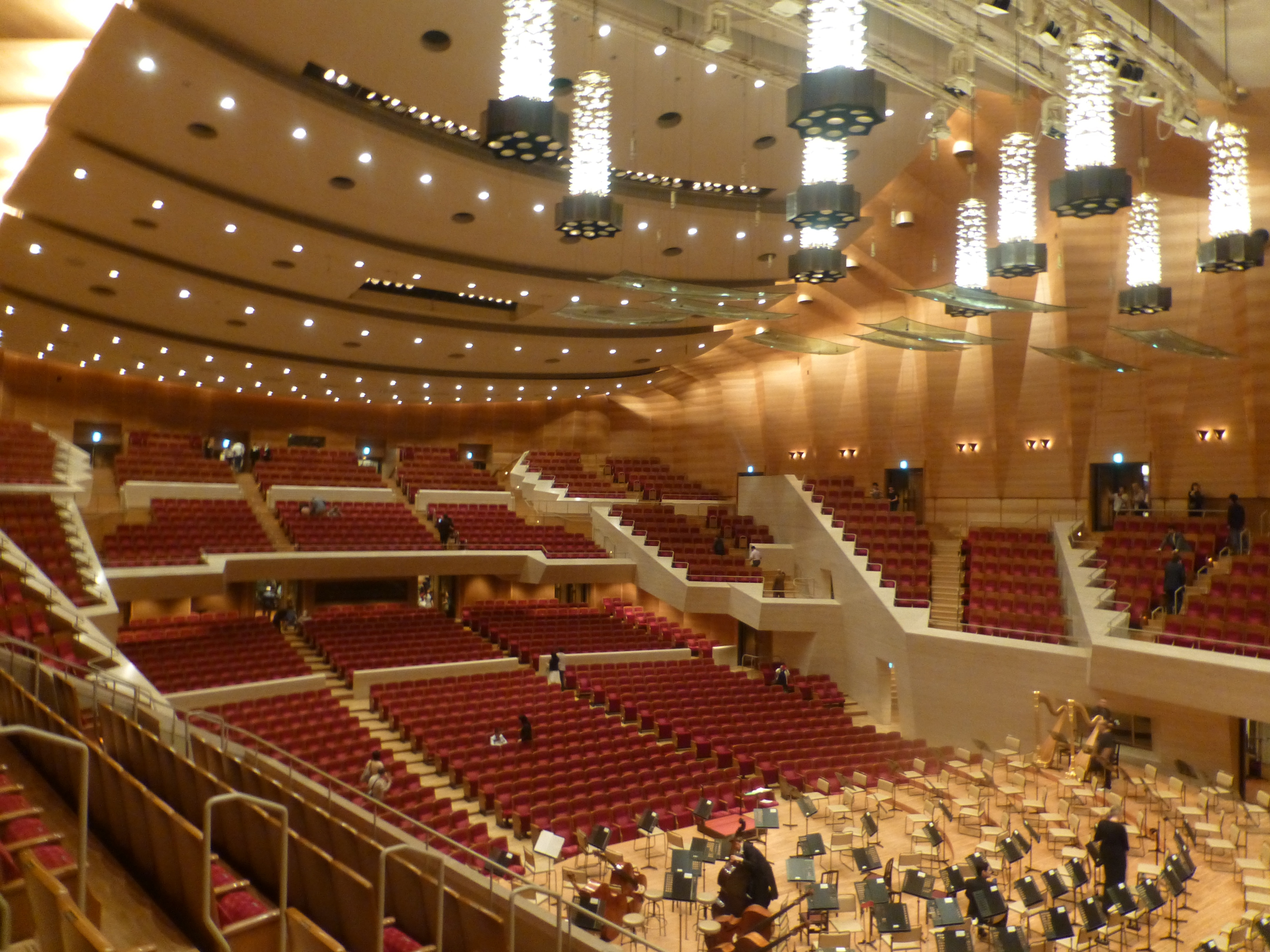
東京のサントリーホール内部

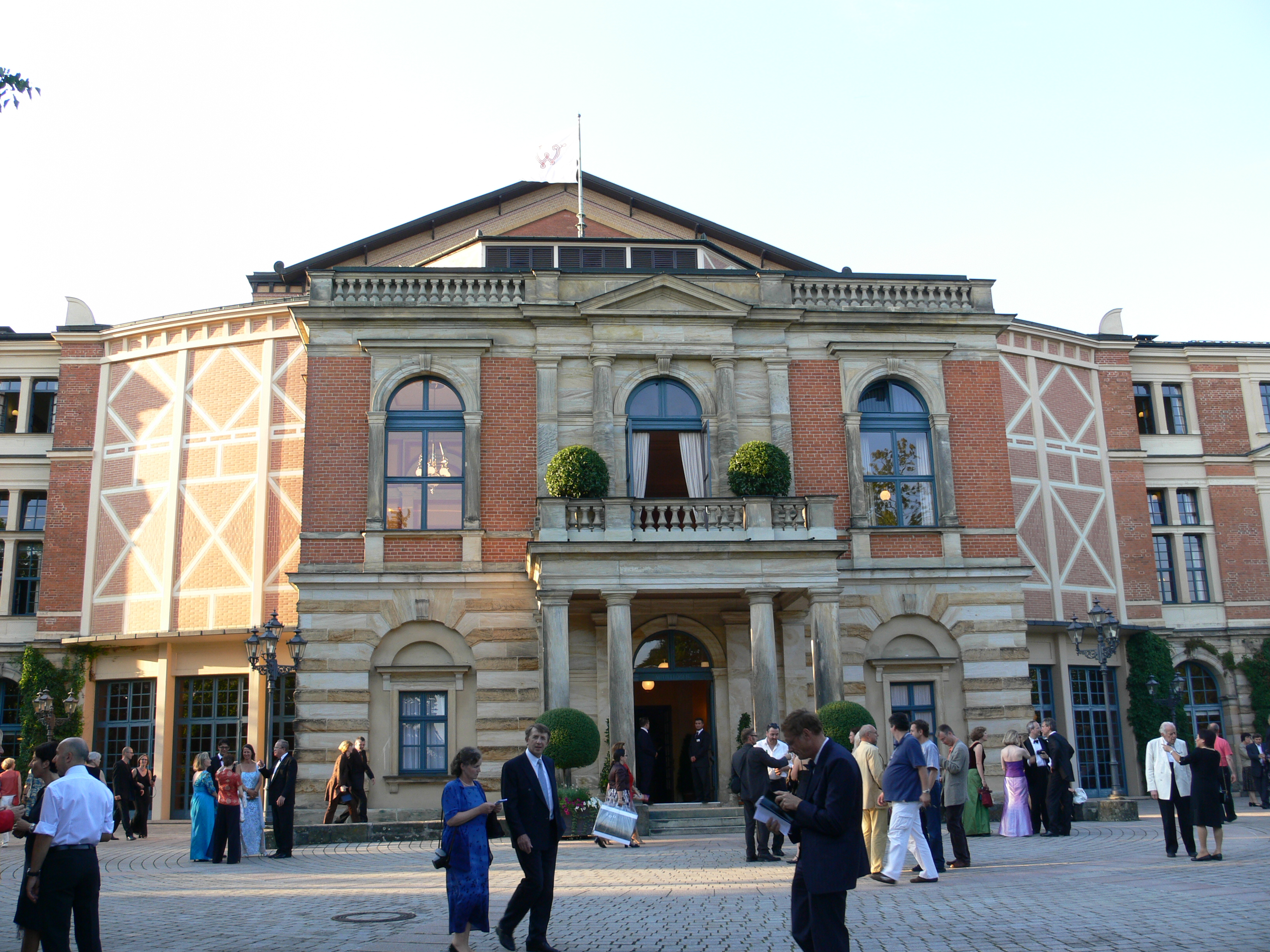
バイロイト祝祭劇場

    - 楽劇（Musikdrama：ワーグナーやR・シュトラウス、プフィッツナーなど）
    - ムジーク・テアター（ドイツ語版）（主に筋の無い音楽劇でノーノ、シュトックハウゼン、ラッヘンマン、グラスらの作品に見られる）
    - オペラ・バレエ（リムスキー＝コルサコフの「ムラダ」など、オペラの中のバレエではなくてバレエの比重が半分以上あるもの）

  - バレエ
  - パントマイム
  - 劇付随音楽：演奏会形式の組曲で上演されることも多い（グリーグの《ペール・ギュント》など）
- 電子音楽
  - 騒音音楽
  - コンピュータ音楽
  - テープ音楽
  - ミュージック・コンクレート
  - ライヴエレクトロニクス
  - （狭義の、電気的な合成音による）電子音楽
  - 電子楽器（テルミン、オンドマルトノ、メロトロン、シンセサイザー等）のための器楽曲

## セールス・鑑賞上の分類
CD店、図書館、音楽関連書籍ではしばしば以下のように分類される。
- 交響曲
- 協奏曲
- 管弦楽曲：管弦楽のための音楽から上記2つを除いたもの
- 室内楽曲
- 器楽曲：独奏曲と呼ぶ場合もある。
- 声楽曲：歌唱を主体にしたものからオペラを除いたもの
- オペラ
- 音楽史：古典派音楽より前、すなわち中世音楽・ルネサンス音楽・バロック音楽。古楽とも。
- 現代曲

## クラシック音楽ファンを増やす試み
音楽チャートにクラシック音楽のアイテムがめったに登場しないことからもわかるとおり、クラシックファンの数はポピュラー音楽ファンに比べて圧倒的に少ない。しかし、いくつかの成功例がある。
ラ・フォル・ジュルネ
1995年にフランスのナントで始まったイヴェント。短時間・低価格のコンサートを多数開催し、初心者でも聴きやすくした。この試みは他国にも拡大し、日本でも「ラ・フォル・ジュルネ・オ・ジャポン 「熱狂の日」音楽祭」の名で2005年の東京を皮切りに行われている。
アダージョ・カラヤン
1995年発売。ヘルベルト・フォン・カラヤンの演奏の中からゆったりかつ叙情的な作品または楽章を集めたコンピレーションアルバム。全世界500万枚のセールスを上げた。
小澤征爾&ウィーン・フィル・ニューイヤーコンサート2002
小澤征爾指揮のウィーン・フィルハーモニー管弦楽団のニューイヤーコンサートのCDが100万枚を超えるヒットとなった。
ベスト・クラシック100
2005年発売。有名曲の聴きどころだけを集めたコンピレーションアルバム。70万枚を超えるセールスを上げた。
「のだめオーケストラ」LIVE!
2006年発売。音楽大学を舞台とした漫画（のちにアニメ及びドラマ化）「のだめカンタービレ」に登場するクラシック曲を収録。オリコン週間チャートで最高6位、2006年年間チャートで74位を記録した。
Classic fm
イギリスのクラシック音楽専門の民間FM放送局。1992年に放送を開始した。現在では、FM放送以外にデジタル衛星テレビ、ケーブルテレビ、デジタルラジオ放送を行うほか、ストリーミング放送やポッドキャスト配信も行っている。よく知られた小品を数多く取り上げる。
大作は編集して短くする。交響曲等は一番ポピュラーな楽章だけを選んで放送する。リクエストで人気投票を行い、ヒットチャートのように紹介するなどの、ポピュラー音楽の商業放送では常套手段となっている手法を導入している。
Classic Manager-クラシックマネージャー 
著作権保護期間が経過したクラシック音楽を無料鑑賞できるアプリケーションサービス。ジャンル別で自動再生される機能や自分だけのオリジナルアルバムを作成できたり、作成したアルバムを共有して楽しめるなどクラシック音楽愛好家の中で密かに話題となっているサービスである。無料鑑賞可能な音源は7万7801個にもおよび、初心者でも利用できるように自動再生機能に力を入れている。